# Der Fechter von Ravenna (Film)
Der Fechter von Ravenna ist ein deutsches Stummfilmdrama aus dem Jahre 1923 von William Karfiol mit Violette Napierska und Alfredo Boccolini in den Hauptrollen. Der Film hat nichts mit dem gleichnamigen Trauerspiel von Friedrich Halm zu tun.

## Handlung
Die Geschichte spielt im Zirkusmilieu. Dort treten die Tänzerin Severine und der Akrobat Fred auf. Severine liebt den Artisten, doch der hat überhaupt kein Interesse an ihr, sondern bandelt mit einer Anderen an. Derart verschmäht, schreit alles in Severina nach Rache, und so verübt sie eines Tages einen tödlichen Anschlag auf den Mann. Sein manipuliertes Gerät – sie hatte die Schrauben seiner Trapezschaukel gelockert – löst sich und Fred stürzt in die Tiefe und kommt dabei ums Leben. Nur ein weiterer Artist, Galaor, weiß von Severines Bluttat, doch der schweigt, weil er wiederum das mörderische Mädchen liebt. Severine aber hat kein Interesse an dem ganzen Kerl, wird aber durch die Ereignisse in seine Arme getrieben. Gemeinsam treten die Zwei fortan in einer Sensationsnummer namens „Die Fechter von Ravenna“ auf. 
Severine kann Fred jedoch einfach nicht vergessen, und als sie eines Tages einen bekannten Chirurgen namens Prof. Horace Mitford kennen lernt, ist es um sie geschehen, denn der trägt exakt dieselben Gesichtszüge wie von ihr gemeuchelte Fred. Vergeblich versucht Galaor, zu verhindern, dass sich seine geliebte Severine an Mitfords Hals wirft. Schließlich kommt es bei einem „Fechter“-Auftritt zu einem von Galaor inszenierten Unglück, bei dem Severine schwer verletzt wird. Der Verursacher des Mordanschlags flieht daraufhin Hals über Kopf und kommt, wie es heißt, angeblich bei einem Eisenbahnunglück ums Leben. 
In Wirklichkeit aber ist Galaor zu eben jenem Zirkus zurückgekehrt, in dem Severine einst den Mord beging und bedient dort den Scheinwerfer in der Manege. Hier tritt mit Severines Nachfolgerin eine Artistin auf, die vom toten Fred ein Kind hat. Als sie herausbekommt, wer das Leben des Vaters ihres Kindes auf dem Gewissen hat, sinnt die Artistin nach Rache. Severine, die mit ihrem Gatten Horace sehr glücklich geworden ist, erfährt vom Racheplan und geht konfrontativ vor: Sie besucht ihre alte Wirkungsstätte und möchte sich mit der grimmigen Rächerin in spe versöhnen. Dies gelingt ihr während einer Vorstellung, als das Kind des Toten durch einen Kurzschluss in Lebensgefahr gerät und von Severine gerettet wird. 

## Produktionsnotizen
Der Fechter von Ravenna, oftmals auch unter dem Titel Die Fechter von Ravenna geführt, entstand Mitte 1923, wurde von der deutschen Filmzensur am 29. Oktober 1923 zunächst verboten, infolge einer Beschwerde der produzierenden Karfiol-Film vom 2. November 1923 wurde dieses Urteil wieder aufgehoben, ein Jugendverbot jedoch verhängt. Die Uraufführung erfolgte wenig später. Die Länge des Sechsakters betrug 1712 Meter. 

## Wissenswertes
Für den italienischen Schauspieler Alfredo Boccolini, oftmals nur „Galaor“ genannt, war dies einer von zwei Filmen, die er (beide 1923) in Deutschland drehte.

## Kritiken
Wiens Freie Stimmen jubelte: ”Erstklassige Kunstkräfte, eine spannende Handlung und äußerst gelungene Lichtbilder aus dem Zirkusleben machen diesen Kunstfilm zu einer der ersten Schöpfungen”.
Das Salzburger Volkblatt analysierte: „Ein Stück Sexualpsychologie liegt in dem Film, das freilich nicht immer die erfahrungsmäßigen Konsequenzen zieht, weil sich der als Regisseur bekannte Karfiol die Lösung der Konflikte manchmal zu leicht macht“.